# Ли Калхун
Ли Квинси Калхун  (енгл. Lee Quincy Calhoun; Лорел, 23. фебруар 1933. — Ери, 21. јун 1989.) био је амерички атлетичар, двоструки победник у трци на 110 м с препонама на Олимпијским играма.
Ли Калхун је завршио средњу школу Рузвелт у Герију, Индијана, пре него што је представљао Централни универзитет Северне Каролине, на НЦАА првенствима у тркама на 120 јарди са препонама 1956. и 1957. године. Такође је освојио аматерска атлетска првенства у трцкама на 110 м с препонама 1956. и 1959. и на 120 јарди 1957. године.
Калхун је суспендован 1958. године због примања поклона у телевизијској игрици  Невеста и младожења. Пре Олимпијских игара у Риму, изједначио је светски рекорд на 110 метара са препонама са временом 13,2 секунде (мерено ручно, штоперицом). У финалу у Риму је победио са 13,98 секунде, испред колеге из репрезентације САД Вилија Меја који је трчао само 0,01 секунду спорије.
Након што се повукао из такмичарске атлетике, постао је тренер на колеџу, прво на Државном универзитету Грамблинг, затим на Јејлу, и коначно на Универзитету Западни Илиноис. Био је помоћни тренер у атлетској репорезентацији САД на Олимпијским играма 1976.
Изабран је у Националну атлетску кућу славних Сједињених Држава 1974. године.
Ли Калхун је умро у Ерију, Пенсилванија, у 56. години живота.